# Ottobeuren
Ottobeuren is een marktstadje in de Duitse deelstaat Beieren, 11 km ten zuidoosten van Memmingen gelegen dicht bij de Autobahn A 7. Het maakt deel uit van het Landkreis Unterallgäu.
Ottobeuren telt 8.498 inwoners. Ottobeuren ligt in het zuidwesten van Beieren, in de regio Zwaben (streek), op de noordelijke hellingen van de uitlopers van de Alpen, vlak bij de rivier de Iller, een zijrivier van de Donau, en de grens met de deelstaat Baden-Württemberg.

## Historie
In Stephansried, nu gemeente Ottobeuren, werd op 17 mei 1821 Sebastian Kneipp geboren, een van de grondleggers van de natuurgeneeskunde.

#### Abdij Ottobeuren

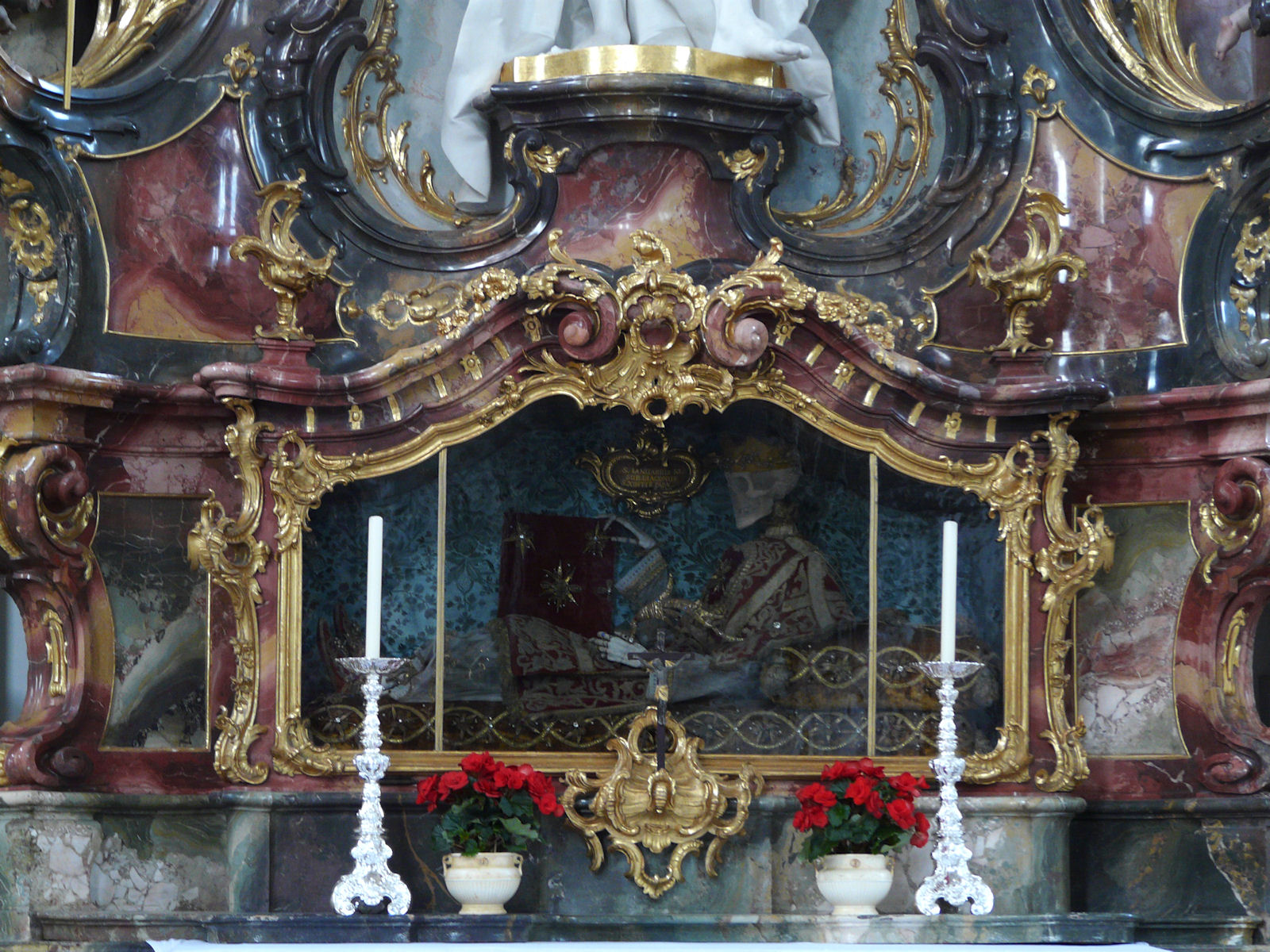
Altaar van de beschermengel in de basiliek

zie abdij Ottobeuren
Amberg ·
Apfeltrach ·
Babenhausen ·
Bad Grönenbach ·
Bad Wörishofen ·
Benningen ·
Böhen ·
Boos ·
Breitenbrunn ·
Buxheim ·
Dirlewang ·
Egg a.d.Günz ·
Eppishausen ·
Erkheim ·
Ettringen ·
Fellheim ·
Hawangen ·
Heimertingen ·
Holzgünz ·
Kammlach ·
Kettershausen ·
Kirchhaslach ·
Kirchheim i.Schw. ·
Kronburg ·
Lachen ·
Lauben ·
Lautrach ·
Legau ·
Markt Rettenbach ·
Markt Wald ·
Memmingerberg ·
Mindelheim ·
Niederrieden ·
Oberrieden ·
Oberschönegg ·
Ottobeuren ·
Pfaffenhausen ·
Pleß ·
Rammingen ·
Salgen ·
Sontheim ·
Stetten ·
Trunkelsberg ·
Türkheim ·
Tussenhausen ·
Ungerhausen ·
Unteregg ·
Westerheim ·
Wiedergeltingen ·
Winterrieden ·
Wolfertschwenden ·
Woringen